# Rudas (családnév)
A Rudas régi magyar családnév. Eredetileg foglalkozásnév volt, jelentése: földmérő vagy rúddal harcoló katona. Hasonló családnevek többek között: Íjgyártó, Kardos, Kopjás, Nyilas, Puskás, Vértes.

## Híres Rudas nevű személyek
- Rudas András (1953) magyar-osztrák médiamenedzser, politikus
- Rudas Ferenc (1921–2016) válogatott labdarúgó, edző, sportvezető
- Rudas Gerő (1856–1912)
- Rudas István (1944–2010) magyar-osztrák pszichiáter
- Rudas István (1948–2021) színész, szinkronhang
- Rudas László (1885–1950) marxista-leninista filozófus, politikus, egyetemi tanár, az MTA tagja
- Laura Rudas (1981) osztrák politikus (SPÖ)
- Rudas Tibor (1920–2014) művészeti vállalkozó